# Derek Freeman

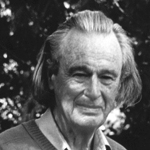
Derek Freeman (1916–2001)

Derek Freeman (* 15. August 1916 in Wellington, Neuseeland; † 6. Juli 2001 in Canberra, Australien) war ein neuseeländischer Anthropologe und ist durch seinen wissenschaftlichen Streit um die Forschungsergebnisse von Margaret Mead zum Sozialverhalten der Samoaner bekannt geworden.

## Leben
Freeman war Sohn eines australischen Vaters und einer neuseeländischen Mutter aus Wellington. Er besuchte das Victoria University College und studierte bei Ernest Beaglehole Psychiatrie und Philosophie. Beaglehole machte Freeman mit den Forschungen Meads zu samoanischen Gesellschaften bekannt, was ihn zu einem Besuch Samoas 1940 veranlasste, um dort ethnographische Studien zu betreiben. Freeman verbrachte seine drei Jahre auf Samoa überwiegend als Schullehrer; während dieser Zeit erlernte er die samoanische Sprache, wurde in eine der Familien adoptiert und erhielt einen Häuptlingstitel.
1943 verließ Freeman Samoa, um für Neuseeland als Freiwilliger Kriegsdienst zu leisten. Er diente im Pazifik, wo er japanische Kriegsgefangene der Marine betreute. Während dieser Zeit kam er in Kontakt mit den Iban auf Borneo, was ihn zu weiterer Feldforschung auf Sarawak veranlasste. 1949 heiratete Freeman Monica Maitland, mit der er 30 Monate auf Borneo verbrachte.
Freeman kehrte 1951 nach England zurück und wurde ins King’s College aufgenommen, wo er seine Arbeit zu den Iban als Doktorarbeit 1953 fertigstellte. Anschließend lehrte er an der University of Otago auf Neuseeland und an der University of Samoa, bevor er an die Australian National University in Canberra berufen wurde, wo er bis zu seinem Lebensende lehren sollte. 1966 kehrte Freeman nach Samoa zurück, um dort psychologische und völkerkundliche Forschung zu betreiben.
Derek Freeman starb am 6. Juli 2001 in Canberra.

## Kontroverse mit Margaret Mead
Freeman beschrieb Inkonsistenzen zwischen Meads Ergebnissen und seinen eigenen Beobachtungen der Samoaner: „In meiner frühen Arbeit hatte ich infolge meiner bedingungslosen Anerkennung der Schriften dazu geneigt, alles zu verwerfen, was ihren Befunden widersprach. Gegen Ende 1942 jedoch wurde es mir immer deutlicher, dass vieles von dem, was sie über die Einwohner von Manu'a in Ostsamoa geschrieben hatte, nicht auf die Menschen in Westsamoa zutraf … Viele ausgebildete Samoaner, insbesondere jene, die Schulen auf Neuseeland besucht hatten, waren vertraut mit den Schriften Meads über ihre Kultur … (und) sie traten an mich als Anthropologen heran, ihre fehlerhafte Schilderung des samoanischen Ethos zu korrigieren.“
Vierzig Jahre lang führte Freeman Forschungen durch und beschrieb seine Ergebnisse schließlich 1981, nachdem er Zugriff auf die Archive des Hohen Gerichts Amerikanisch-Samoas während der 1920er Jahre erhalten hatte. Deshalb wurde seine Widerlegung erst nach dem Tod Meads 1978 veröffentlicht (Margaret Mead and Samoa), was ihm dennoch viele Feinde machte. Freeman stellte fest, dass Mead nicht nur von einheimischen Informanten ausgetrickst und belogen wurde, sondern dass sie auch die gewalttätige Seite der samoanischen Gesellschaft konsequent ausblendete. Weiter schrieb er, dass Mead, die weder die samoanische Sprache beherrschte, noch sich genügend lange auf Samoa aufgehalten hatte, sich bei der Bestimmung von Geschlechterrollen zu sehr auf die Gesellschaft als Grundlage stütze und die biologische Komponente vollständig außer Acht lasse. Die Veröffentlichung löste eine große wissenschaftliche Kontroverse aus, wohl die größte in der Geschichte der Anthropologie.

## Schriften (Auswahl)
- Margaret Mead and Samoa. The Making and Unmaking of an Anthropological Myth. Penguin, Harmondsworth 1983, ISBN 0-14-022555-2.
  - deutsche Übersetzung: Liebe ohne Aggressionen. Margaret Meads Legende von der Friedfertigkeit der Naturvölker. Kindler, München 1983, ISBN 3-463-00866-1.
- The Fateful Hoaxing of Margaret Mead. A Historical Analysis of Her Samoan Research. Westview Press, Oxford 1998, ISBN 0-8133-3693-7.